# Motim de Koza
O Motim de Koza (コザ暴動, Koza bōdō) foi um protesto violento e espontâneo contra a presença militar dos EUA em Okinawa, ocorrido na noite de 20 de dezembro de 1970, até a manhã do dia seguinte. Cerca de 5 000 habitantes de Okinawa entraram em confronto com cerca de 700 policiais americanos num evento que foi considerado um símbolo da raiva de Okinawa contra 25 anos de ocupação militar dos EUA. No motim, aproximadamente 60 americanos e 27 okinawanos ficaram feridos, 80 carros foram queimados e vários edifícios na Base Aérea de Kadena foram destruídos ou fortemente danificados.

## Prelúdio

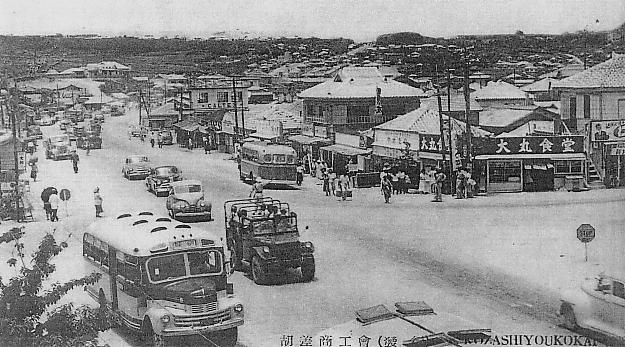
O local do motim cerca de 15 anos antes, c. 1955.

Após a derrota do Japão na Segunda Guerra Mundial, o Japão passou a ser formalmente ocupado pelas forças aliadas e governado sob lei marcial durante cerca de sete anos. Embora a ocupação do Japão tenha chegado ao fim e a maior parte do Japão tenha recuperado a sua independência em Abril de 1952, a província de Okinawa permaneceria sob ocupação militar dos EUA por mais vinte anos.
Em 1970, já tinha sido decidido e era amplamente conhecido que a ocupação militar norte-americana de Okinawa iria terminar em 1972, e que Okinawa voltaria a ser parte do Japão independente, mas também que uma presença militar considerável dos EUA iria permanecer. Isto ocorreu na sequência de uma série de incidentes entre militares e civis de Okinawa ao longo dos anos, incluindo um acidente de atropelamento e fuga em Setembro de 1970, apenas alguns meses antes do motim, que resultou na morte de uma dona de casa de Okinawa de Itoman. Os militares envolvidos nesse incidente foram absolvidos na corte marcial. Este incidente alimentou o crescente descontentamento dos habitantes de Okinawa com o estatuto padrão das forças que isentavam os militares dos EUA da justiça de Okinawa.

## O motim
O motim durou sete ou oito horas, começando nas primeiras horas da manhã de 20 de dezembro de 1970 e continuando até o amanhecer. Diz-se que surgiu espontaneamente, sem qualquer planejamento, devido a tensões que haviam atingido o ponto de ruptura.
Por volta da 13h daquela noite, um carro dirigido por um militar americano bêbado atropelou um homem bêbado de Okinawa, em uma estrada perto de um importante distrito de entretenimento e prostituição em Koza (agora chamada de cidade de Okinawa), a uma curta distância da Base Aérea de Kadena. Os americanos desceram do carro e verificaram se o homem estava bem; ele atualmente se levantou e foi embora. Os quatro homens estavam prestes a voltar para o carro para deixar o local quando foram confrontados por vários motoristas de táxi de Okinawa que testemunharam o acidente. Uma multidão começou a formar-se; alguns gritavam "chega de absolvições", "Yankee, vá para casa" e "não insulte os okinawanos".
Dois veículos da polícia militar americana também chegaram, com sirenes ligadas. Enquanto os policiais recém-chegados tentavam libertar os seus camaradas da situação, a multidão fez com que a vítima se deitasse no local onde tinha sido atingida e fez com que ela reconstituísse o incidente. Muitos relatos sublinham que os deputados recém-chegados ignoraram o homem que tinha sido atingido, concentrando-se apenas em libertar os seus compatriotas.
Outro carro americano que chegou ao local acidentalmente atingiu um pertencente a um cidadão de Okinawa e, quando transeuntes e pessoas da vizinhança pararam para se envolver, a multidão cresceu para cerca de 700 pessoas, começou a atirar pedras e garrafas e tentou virar o carro envolvido. no acidente original. A polícia de Okinawa conseguiu retirar o motorista americano do local com segurança, mas o confronto continuou a aumentar.

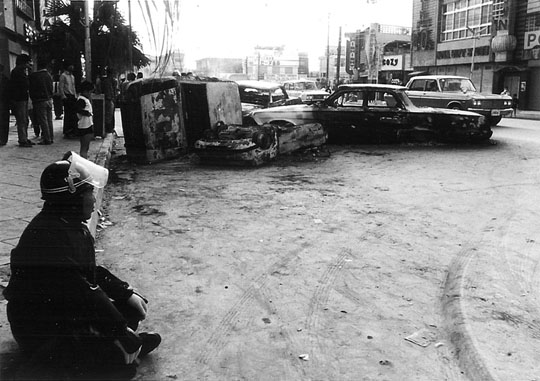
Um policial de Okinawa examina os danos horas após o motim

Foram disparados tiros de advertência, atraindo uma multidão maior, que logo chegava a cerca de cinco mil; o número de deputados no local era agora de cerca de 700. Os manifestantes arrombaram, viraram e incendiaram setenta carros e continuaram a atirar pedras e garrafas, junto com coquetéis molotov reunidos em casas, bares, restaurantes e outros estabelecimentos próximos. Os manifestantes tiraram militares americanos de seus carros e espancaram-nos, depois queimaram seus carros. Alguns dos manifestantes dançaram danças folclóricas tradicionais enquanto o motim continuava ao seu redor; outros passaram pelo portão da Base Aérea, derrubando e incendiando carros, quebrando janelas e destruindo propriedades. Cerca de 500 manifestantes quebraram a cerca da Base Aérea de Kadena e arrasaram o prédio de empregos militares e os escritórios do jornal Stars and Stripes. Os parlamentares começaram a lançar gás lacrimogêneo. O motim finalmente chegou ao fim por volta das 7 horas da manhã. No final, muitos ficaram feridos, incluindo 60 americanos e 27 okinawanos, e 82 pessoas foram presas.